# 圭多·温琴齐
圭多·温琴齐（義大利語：Guido Vincenzi，1932年7月14日—1997年8月14日），意大利男子足球运动员，司职后卫、中场。他曾代表意大利国家队参加1954年国际足联世界杯，结果获得第十名。